# روی الام
روی الام (انگلیسی: Roy Ellam؛ زادهٔ ۱۳ ژانویهٔ ۱۹۴۳) بازیکن فوتبال اهل بریتانیا است.
از باشگاه‌هایی که در آن بازی کرده‌است می‌توان به باشگاه فوتبال هادرزفیلد تاون، باشگاه فوتبال لیدز یونایتد، باشگاه فوتبال گینزبورو ترینیتی، و باشگاه فوتبال برادفورد سیتی اشاره کرد.